# Chevy Chase Section Five
Chevy Chase Section Five és una població dels Estats Units a l'estat de Maryland. Segons el cens del 2000 tenia 641 habitants.

## Demografia
Segons el cens del 2000, Chevy Chase Section Five tenia 641 habitants, 224 habitatges, i 189 famílies. La densitat de població era de 2.474,9 habitants per km².
Dels 224 habitatges en un 48,7% hi vivien nens de menys de 18 anys, en un 76,8% hi vivien parelles casades, en un 5,4% dones solteres, i en un 15,6% no eren unitats familiars. En el 13,4% dels habitatges hi vivien persones soles el 9,4% de les quals corresponia a persones de 65 anys o més que vivien soles. El nombre mitjà de persones vivint en cada habitatge era de 2,86 i el nombre mitjà de persones que vivien en cada família era de 3,12.
Per edats la població es repartia de la següent manera: un 30,1% tenia menys de 18 anys, un 3,3% entre 18 i 24, un 21,8% entre 25 i 44, un 30,3% de 45 a 60 i un 14,5% 65 anys o més.
L'edat mediana era de 42 anys. Per cada 100 dones de 18 o més anys hi havia 89,8 homes.
Cap de les famílies i el 0,5% de la població estaven per davall del llindar de pobresa.

## Poblacions més properes
El següent diagrama mostra les poblacions més properes.